# Dipara fastigata
Dipara fastigata – gatunek błonkówki z rodziny Diparidae. Endemit Kenii.

## Taksonomia
Gatunek ten opisany został po raz pierwszy w 2021 roku przez Christopha Brauna i Ralpha S. Petersa na łamach „ZooKeys”. Jako lokalizację typową wskazano Las Kakamega w Kenii. Epitet gatunkowy oznacza po łacinie „spiczasta” i odnosi się do tarczki zwierzęcia.

## Morfologia samicy
Błonkówka o ciele długości 1946 µm i ubarwieniu głównie brązowym do ciemnobrązowego.
Okrągła, około 1,25 raza szersza niż wysoka głowa ma ciemnobrązowe i gładkie ciemię i górną część twarzy oraz brązową, pośrodku siateczkowaną, a po bokach gładką dolną część twarzy. 
Daleko od siebie osadzone czułki mają białe spód trzonka i buławkę, ciemnobrązowy wierzch trzonka, żółtobrązowe trzy bliższe człony biczyka i brązową pozostałą część biczyka.
Mezosoma jest smukła. Duże i wydłużone przedplecze podzielone jest poprzecznym żeberkiem na prawie rowkowaną część przednią i gładką część tylną. Tarcza śródplecza jest zaopatrzona w dwie pary szczecinek, pośrodku i po bokach siateczkowana, w częściach środkowo-bocznych gładka. Notauli zbiegają się w ⅔ długości owej tarczy. Axillae są siateczkowane. Siateczkowato-pomarszczona tarczka śródplecza jest czarna, wyniesiona, w widoku bocznym umieszczona pod kątem prostym względem  frenum. Skrzydła są skrócone, sięgające do połowy długości stylika. Odnóża środkowej pary są żółtawobrązowe, przedniej żółtawobrązowe z białymi biodrami, tylnej zaś białe z żółtawobrązowymi: nasadami bioder, odsiebnymi połowami ud i wierzchołkami goleni. Pozatułów jest gładki pośrodku i poprzecznie żeberkowany po bokach.
Metasoma ma krótki, żebrowato-marszczony pomostek. Gaster w 1/3 pokryty jest pierwszym, pozbawionym szczecinek tergitem. Sześć pierwszych jego tergitów ma barwę ciemnobrązową, siódmy zaś ma bladożółtawobiały przód i brązowy tył. Pokładełko ma brązową osłonkę.

## Ekologia i występowanie
Owad afrotropikalny, znany wyłącznie z miejsca typowego w Kenii. Odnaleziony na wysokości 1605 m n.p.n. Zasiedla ściółkę.